# Aeroportul Andahuaylas
Aeroportul Andahuaylas (IATA: ANS, ICAO: SPHY) este un aeroport din Andahuaylas (provincie), Apurímac, Peru ce deservește zona Andahuaylas⁠(d). Aeroportul a fost tranzitat în 2021 de 43 de pasageri. A fost numit după Andahuaylas (provincie).
Situat la o altitudine de 3.444 m, aeroportul dispune de o singură pistă. Este operat de CORPAC⁠(d).